# 黑头宫
黑头宫，也被稱為黑人頭之屋，是位于拉脱维亚首都里加老城（Vecrīga）的一座紀念性建築物。原来的建筑兴建于14世纪早期，属于黑头兄弟会，这是一个在里加的未婚商人、船主和外国人组建的行会。在其存在期間，黑头宫曾數次經過改建、擴建和增建，陆续增加了许多風格主義装饰，雕塑是由奧古斯特·伏爾茨的工作室創作。此外黑头宫還是第一棵聖誕樹樹立的地方，是在1510年。
巴巴罗萨行动开始一周后，这座建筑在1941年6月28日遭到德国飞机轰炸成为废墟，1948年，殘存的廢墟被苏联政府下令拆除。目前的建筑重建于1996年到1999年，资金来源于里加市政厅，另有希望参与重建进程的民众捐献，通过参与“我建造了黑头宫”活动，每人捐献5拉特的参与者有机会在墙上安放象征性的砖块，活动吸引了5000多人参加。1999年12月9日正式揭幕。2012年至2016年期間，因里加城堡的修復工程，此處曾臨時做為總統的辦公地點不對外開放。
當代，黑头宫作為一座博物館開放民眾參觀。上層擁有大宴會廳，在里加歷史發生過許多豪華活動—如各國國王、王后、總統的歡迎儀式都在此舉辦，同時也展示里加貿易歷史和黑頭兄弟會歷史的互動展覽。同時里加市旅遊局和咖啡館也都在此建築辦公。